# Sint-Martinus- en Sint-Christoffelkerk

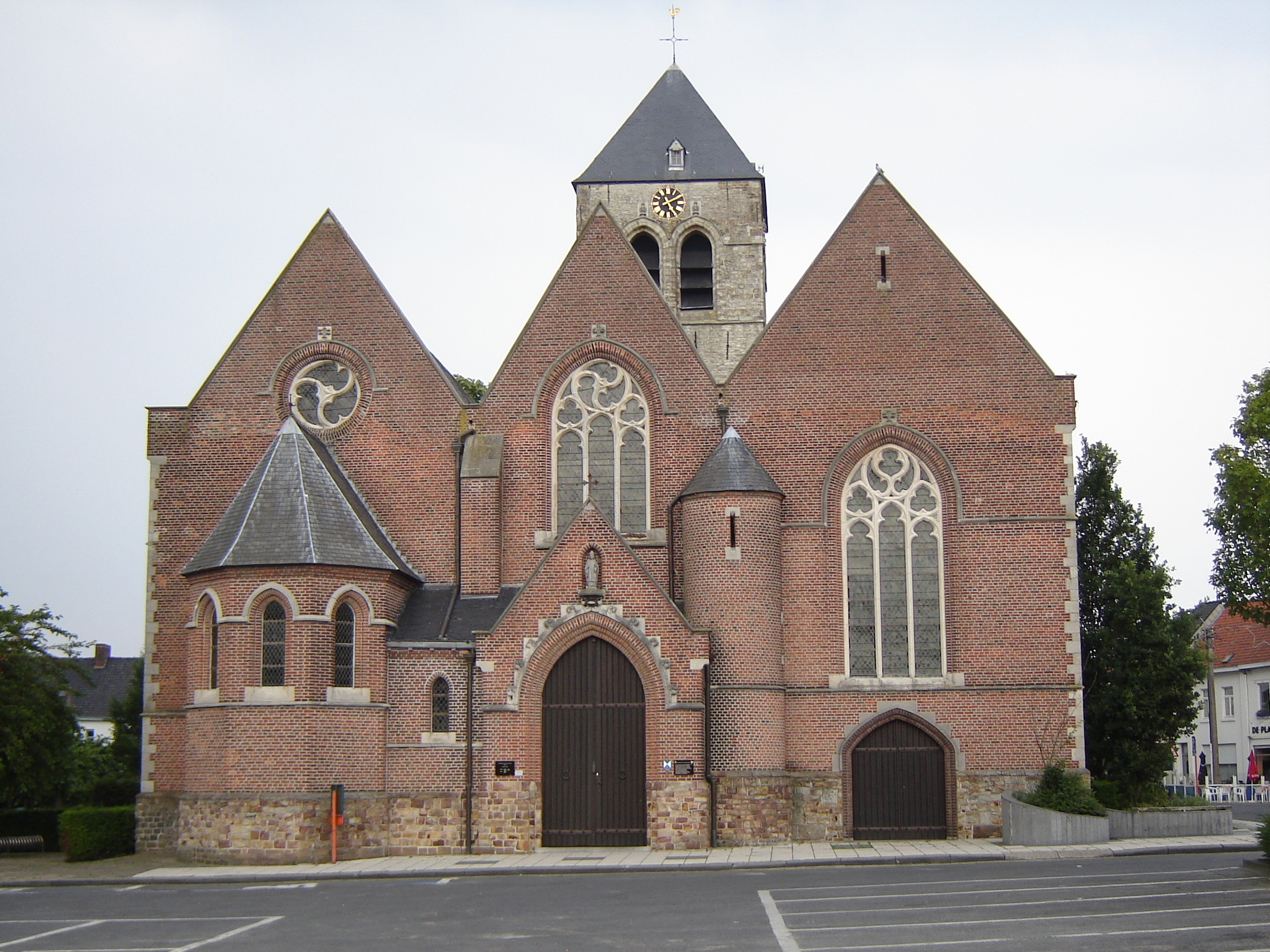
Sint-Martinus- en Sint-Christoffelkerk

De Sint-Martinus- en Sint-Christoffelkerk is de parochiekerk van de tot de West-Vlaamse gemeente Wevelgem behorende plaats Moorsele, gelegen aan het Sint-Maartensplein 10.

## Geschiedenis
In 1165 was er al een kerk, die waarschijnlijk halverwege de 11e eeuw werd gebouwd. Het patronaatsrecht behoorde aan het kapittel van Harelbeke. Omstreeks 1500 werd de romaanse zaalkerk vervangen door een driebeukige hallenkerk met transept en vieringtoren.
De kerk werd in 1578 door de calvinisten in brand gestoken om vanaf 1595 te worden hersteld. In 1626 werd de herstelde kerk ingewijd. Van 1910-1911 werd de kerk vergroot aan de westzijde. Het meubilair werd in neogotische stijl vernieuwd.

## Gebouw
Het betreft een driebeukige bakstenen hallenkerk met transept, in de oksel waarvan een rond traptorentje staat. De vieringtoren is van witte natuursteen, heeft een vierkante plattegrond en een tentdak. Tegen de westgevel bevindt zich een doopkapel en een voorgeplaatst portaal. Hoofd- en zijkoren zijn driezijdig afgesloten.
Het meeste kerkmeubilair is 19e-eeuws, enkel de communiebanken zijn van 1779. Het orgel is van 1928 en werd gebouwd door de firma Anneessens.